# ألكسندر شيلين
ألكسندر شيلين (مواليد 2 فبراير 1976) هو سبّاح قيرغيزستاني، مثّل بلاده في الألعاب الأولمبية الصيفية 2000.

## روابط خارجية
ألكسندر شيلين على موقع أوليمبيديا (الإنجليزية)